# 保田氏 (一条家諸大夫)
保田氏（やすだし）は、一条家の諸大夫を務めた氏族。

## 概要
家祖は従五位下加賀守・保田忠規とされるが位官以外の情報は不明である。次代は弟の武忠で、享禄5年（1532年）に従五位下に叙された上、時期は不明だが内匠頭に任じられており、天文18年（1549年）3月に没したという。また『地下家伝』には土佐国幡多郡に住んだとあり、時期的に土佐一条氏の一条房冬や一条房基に仕えたと考えられる。土佐一条氏が滅亡したのちは京都の一条家の下に戻り仕えた。『池田光政日記』寛永21年（1644年）9月25日条によると、清忠が一条昭良の使者として池田光政の下に参上している。盛福は享保元年（1716年）8月7日に関東下向中に「乱心自害」してしまったため一度家が断絶した。同6年（1721年）には同じく一条家の諸大夫であった入江家の入江則信の次男を保田氏の当主として迎え家が復興している。